# École péripatéticienne

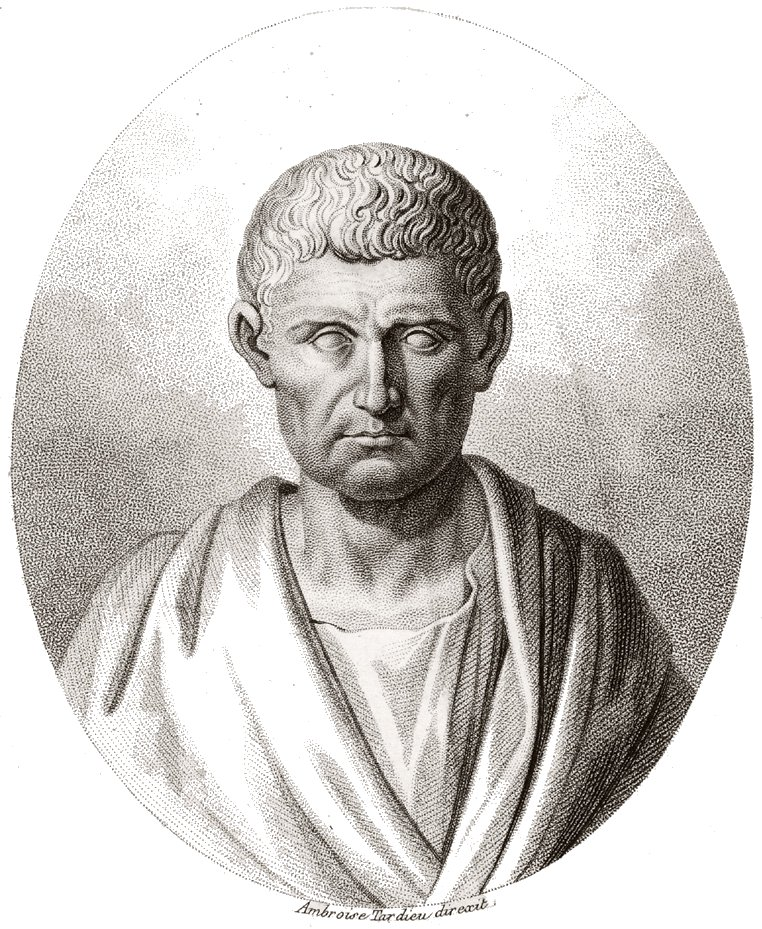
Aristote, le « Philosophe ».

L’école péripatéticienne,,, ou école  péripatétique, est l'école philosophique fondée par Aristote en 335 av. J.-C. au Lycée d'Athènes. 
Elle tire son nom du grec ancien περιπατητικός / peripatētikós, « qui aime se promener », Aristote enseignant au Lycée d'Athènes en marchant avec ses élèves.

## Courant philosophique
L'aristotélisme est une notion étroite, qui renvoie strictement à Aristote, tandis que le « péripatétisme » désigne l'ensemble du courant philosophique qui succéda au maître. On parle aussi d'« aristotélisme radical » quand on désigne l'averroïsme latin et qu'on l'oppose au thomisme. En effet, l'aristotélisme de Thomas d'Aquin et des thomistes préserve la multiplicité des âmes et la spécificité de l'âme (d'essence intellective) dans son union avec le corps (matériel) ; pour le péripatétisme au contraire, l'âme (intellective) est soit matérielle, soit unique pour tous les hommes, à partir des postulats que « l'âme est séparée » du corps, et que les genres sont universels, i.e. identiques pour tous les hommes.
La philosophie péripatéticienne a la particularité de considérer qu'Aristote a découvert et révélé la vérité, et que le travail philosophique consiste dorénavant à commenter et à expliciter ses thèses. S'instaure alors l'ère des « commentateurs » (avec Alexandre d'Aphrodise et Thémistios notamment), qui rédigent des « paraphrases » (il s'agit de réécrire des passages entiers d'Aristote et d'y joindre un commentaire sur les points litigieux, tels la question de l'intellect agent dans le livre III du traité De l'âme d'Aristote). Aristote est surnommé « le Philosophe » dans les traités scolastiques médiévaux, et de la même manière, Averroès est surnommé « le Commentateur ».
Les péripatéticiens enseignaient que l'âme n'est qu'une aptitude — une faculté capable d'atteindre toutes les sortes de perfection passive — et qu'alors, par la connaissance et la vertu elle devenait apte à s'unir à l'Intelligence agente, qui procédait de Dieu.
L'influence du péripatétisme sera considérable dans l'Occident latin :
- au Moyen Âge tardif, sur les courants de pensée thomiste et averroïste, et sur la mystique rhénane[12] ;
- à la Renaissance, malgré le rejet global de la pensée scolastique par l'humanisme, on retrouve l'influence du péripatétisme :
  - en philosophie politique, chez Dante[13] et Marsile de Padoue[14],
  - en métaphysique, dans l'École de Padoue, fondée par Pietro d'Abano, et dont Élie del Medigo et Pomponazzi sont les représentants les plus éminents. Jean Pic de la Mirandole recevra l'influence de cette école[15] ;
- à l'époque moderne, chez les néothomistes des XIXe (Brentano) et XXe siècles (Gilson et Maritain), et chez les « averroïstes » contemporains (Bloch[16]).

## Principaux philosophes péripatéticiens

### Antiquité
- Théophraste, premier scolarque, recteur, du Lycée en 323 av. J.-C. ;
- Aristoxène de Tarente ;
- Dicéarque ;
- Straton de Lampsaque, deuxième scolarque en 288 ;
- Andronicos de Rhodes, qui organisa la première édition complète d'Aristote en 60 ;
- Xenarque de Séleucie, septième scolarque vers 60 ;
- Alexandre le Damascène, milieu du IIe siècle ;
- Alexandre d'Aphrodise, professeur de philosophie aristotélicienne de 198 à 211 ap. J.-C. ;
- Thémistios ;
- Olympiodore l'Ancien, actif vers 430 à Alexandrie.

Straton de Lampsaque mit en exergue les éléments naturalistes contenus dans la doctrine d'Aristote, et, contrairement à son maître qui avait conclu à l'existence d'un Premier moteur, se tourna résolument vers une certaine forme d'athéisme.
Alexandre d'Aphrodise écrivit un De anima, dans lequel il identifiait l'intellect possible avec une fonction corporelle : il ouvrait ainsi la voie au monopsychisme et à la négation de l'immortalité individuelle.

### Moyen Âge
- Al-Kindi
- Al-Farabi
- Avicenne
- Avicebron
- Avempace

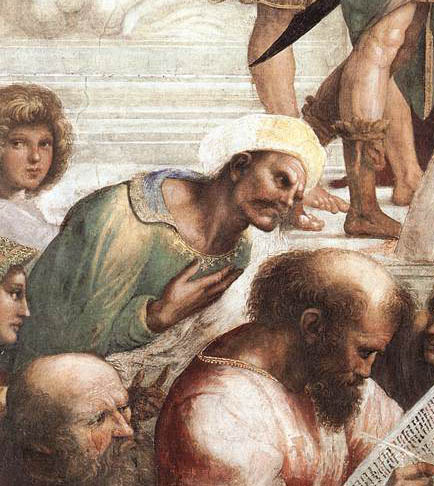
Averroès, dit le « Commentateur », détail de L'École d'Athènes.

- Averroès, surnommé « le Commentateur » par les philosophes latins.
- Maïmonide
- Boèce de Dacie
- Siger de Brabant
- Jean de Jandun
- Dante
- Marsile de Padoue

### Renaissance
- Pietro d'Abano, fondateur de l'école de Padoue.
- Élie del Medigo, averroïste juif, maître de Pic de la Mirandole.
- Pomponazzi
- Jean Pic de la Mirandole
- Agostino Nifo

## Glissement de sens du mot
L'adjectif péripatéticien est passé dans le langage des étudiants pour désigner plaisamment ce qui « s'effectue en marchant » ; sous sa forme de substantif, « péripatéticiennes », il a fini par désigner les prostituées, du moins celles qui pratiquent le racolage.

### Sources anciennes
- Aristote, De l'âme, éd. GF-Flammarion, 1999. L'un des textes les plus commentés par la tradition péripatéticienne.
- Aristote, Métaphysique, éd. GF-Flammarion, 2008. Source de toute la métaphysique ultérieure. Avicenne s'en inspire abondamment.
- Alexandre d'Aphrodise, De l'Âme, éd. Vrin, Textes & Commentaires, 2008. La psychologie d'Alexandre d'Aphrodise fonde la théorie de l'âme comme fonction du corps (matérialisme).
- Averroès, L'intelligence et la pensée, éd. GF-Flammarion, 1999. Il s'agit du Grand Commentaire au traité De l'âme d'Aristote
- Averroès, L'Islam et la raison, éd. GF-Flammarion, 2000. Précédé d'un essai d'Alain de Libera, Pour Averroès.
- Thomas d'Aquin, Contre Averroès, éd. GF-Flammarion, 1999.
- Thomas d'Aquin, Boèce de Dacie, Sur le bonheur, éd. Vrin, Translatio, 2006. Ce livre regroupe les deux théories du bonheur respectives des deux auteurs, l'un fondateur du thomisme, l'autre appartenant à l'averroïsme latin, les deux principaux courants du péripatétisme occidental au Moyen Âge.

### Études modernes
- Ernest Renan, Averroès et l'averroïsme. Étude historique sur Averroès et la philosophie arabe.
- Rémi Brague, Au moyen du Moyen Âge : Philosophies médiévales en chrétienté, judaïsme et islam, Paris, Flammarion, coll. « Champs essais », 2006 (réimpr. 2008), 433 p. (ISBN 2-08-121785-6).
- Franz Brentano, Aristote. Les significations de l'être, éd. Vrin, 2000. La thèse de doctorat de Brentano relance les discussions péripatéticiennes au XIXe siècle.
- Ernst Bloch (trad. Claude Maillard), Avicenne et la gauche aristotélicienne, Saint-Maurice, Premières Pierres, 2008, 94 p. (ISBN 978-2-913534-08-7 et 2-913534-08-2).
- Étienne Gilson, La Philosophie au Moyen Âge, éd. Payot, 1988.
- Alain de Libera, La Philosophie médiévale, éd. PUF, coll. Que sais-je ?, 2001.
- Catherine König-Pralong, Avènement de l'aristotélisme en terre chrétienne, éd. Vrin, Études de philosophie médiévale, 2005.
- Louis Valcke, Pic de la Mirandole : Un itinéraire philosophique, éd. Belles Lettres, Le Miroir des Humanistes, 2005.
- Fritz Wehrli (éd.), Die Schule des Aristoteles. Texte und Kommentare. 10 volumes, 2 Supplements. Basel 1944-1959, 2. Édition 1967-1969.